# Tunnel de Pissotte
Der Tunnel de Pissotte ist ein in Nord-Süd-Richtung bergmännisch getriebener Tunnel in der Gemeinde von Pissotte im französischen Département Vendée. Er wurde 1997 mit Maschendraht verschlossen, nachdem viele Jahre zuvor der Bahnverkehr eingestellt und die Strecke entwidmet worden war, um den Schutz der hier lebenden Fledermäuse sicherzustellen. Der Tunnel ist am 28. Februar 2001 zum Natura-2000-Schutzgebiet erklärt und in das seit August 1998 bestehende Habitat Forêt de Mervent-Vouvant et ses abords integriert worden.

## Lage

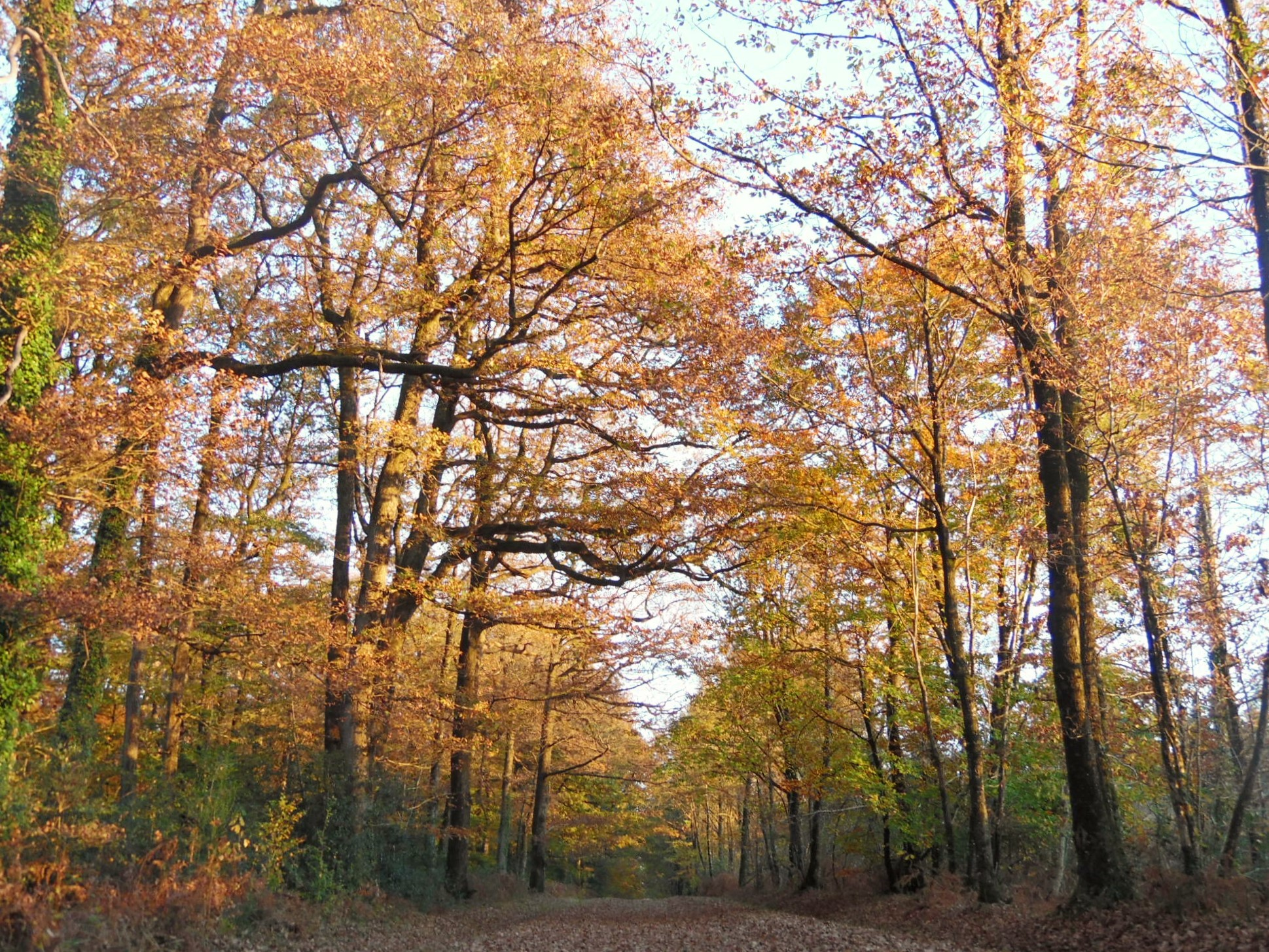
Waldweg im Forêt de Mervent-Vouvant

Der 632 m lange Tunnel de Pissotte war der einzige auf der 41 km langen, eingleisigen Bahnstrecke Breuil-Barret–Velluire. Auf etwa 75 m über Meereshöhe wird hier im Forêt Domaniale de Mervent-Vouvant (deutsch Wald von Vouvant) ein Höhenzug gequert, der an der Oberfläche aus glänzendem, serizitischem, fast senkrecht stehendem Grünschiefer besteht und mit Quarz durchzogen ist. Es handelt sich um „die letzte (oberste) Schicht des Kambriums in der französischen Naturregion Vendée“, einer Hochebene, die bis zu 120 Höhenmeter erreicht.
Das südliche Tunnelportal liegt auf 65 m, das nördliche auf 73,4 m über dem Meer. Der Zustand des Bauwerks wird mit „Gut“ bewertet.

## Geschichte
Schon seit 1955 fand hier kein regelmäßiger Güterverkehr mehr statt und der Personentransport war spätestens seit 1946 eingestellt worden, doch benutzte das Militär den Stollen gelegentlich bei Manövern, was durch liegengebliebene Übungsgranaten festgestellt wurde. Der Tunnel war zudem eine beliebte, illegale Partylocation mit offenen Feuerstellen und Müllablagerungen. Trotz Sicherungsmaßnahmen drangen bis 2004 auch weiterhin Personen in den Tunnel ein, indem sie den Zaun zerstörten.: S. 13 Später wurde ein massives Stahlgitter montiert.
Die für den Bau und Betrieb des Tunnels erforderlichen Grundstücke wurden 1884 vom Staat erworben und nach Gründung der SNCF 1938 an diese überschrieben. Mit Protokoll vom 25. Mai 1963 ging dieses Gelände an die Domänenverwaltung, die für die Landschaftspflege des Forêt Domaine de Mervent-Vouvant – damals noch Forêt Domaine de Vouvant – verantwortlich ist. Ein Kaufvertrag über die Gelände der Eisenbahnstrecke, den Tunnel und die angrenzenden Grundstücke kam vier Jahre später, am 16. Mai 1967, zustande. So wurde die Gemeinde Eigentümerin der Fläche, nicht aber des Waldes über dem Tunnel.: S. 16–17

## Lebensraum
Seit 1984 führen Naturforscher der Ligue pour la Protection des Oiseaux (LPO) aus dem Vendée wissenschaftliche Überwachungen der Tierpopulationen am Tunnel und dem benachbarten Steinbruch Saint-Michel-le-Cloucq durch. Dazu zählt in erster Linie eine Bestandsaufnahme der Arten und der Entwicklung der Populationen an diesen beiden Standorten. Dank dieser Arbeit konnten die Höhlen von Saint-Michel-le-Cloucq und Pissotte, die ebenfalls Lebensraum der Fledermäuse sind, in die Liste der vorrangig zu schützenden Gebiete in Frankreich aufgenommen werden. Neben den Höhlen und dem Tunnel sind in der Region Vendée keine weiteren Überwinterungsquartiere für Fledermäuse bekannt.: S. 22
Alle Fledermausarten unterliegen der nationalen Artenschutzliste gem. Gesetz 76-629 vom 17. April 1981, Richtlinie 92/43/EWG (Fauna-Flora-Habitat-Richtlinie) CEE 92/43 (Anhang 2 und 4) sowie der Berner Konvention vom 19. September 1979 (Anhang 2). Dies sind:: S. 26–33
| Name (wissenschaftl. Name)                     | Code   | Größe [cm] | Gewicht [g] | SW [cm]   | LE [J.] | Radius [km] | Regionale Besonderheiten |
| ---------------------------------------------- | ------ | ---------- | ----------- | --------- | ------- | ----------- | --- |
| SW = Spannweite, LE = Lebenserwartung          |        |            |             |           |         |             | |
| Große Hufeisennase (Rhinolophus ferrumequinum) | E 1304 | 7          | 20-30       | 35        | 30      | 5           | wichtigste Region in Frankreich für die Überwinterung. 1/6 der regionalen Population (ca. 1000 Individuen) überwintert am Standort. |
| Mopsfledermaus (Barbastella barbastellus)      | E 1308 | 5          | 6 bis 13,5  | 27 bis 29 | 23      |             | 20 % der Art in Frankreich (900 Individuen) überwintern im Tunnel. Ältester bekannter Standort.                                     |
| Kleine Bartfledermaus (Myotis mystacinus)      |        | 4,5        | 7           | 20        | 19      |             | etwa 20 bis 70 Muttertiere |
| Wimperfledermaus (Myotis emarginatus)          | E 1321 | 5          | 10 bis 15   | 22        | 16      |             | |
| Großes Mausohr (Myotis myotis)                 | E 1324 | 7 bis 8    | 30 bis 40   | 40        | 22      |             | |
| Wasserfledermaus (Myotis daubentoni)           |        | 4 bis 5    | 13–14       | 25        | 20      | 2 bis 5     | etwa 20 bis 50 Muttertiere |
| Kleine Hufeisennase (Rhinolophus hipposideros) | E 1303 | 4,5        | 6 bis 9     | 20 bis 25 | 21      | 5           | nur wenige Exemplare (10–100) und nur am Steinbruch, nicht im Tunnel                                                                |
| Bechsteinfledermaus (Myotis bechsteini)        | E 1323 | 4 bis 5    | 7 bis 12    | 25 bis 30 | 21      | 2 bis 5     | nur sehr wenige Exemplare (1–2) und nur am Steinbruch, nicht im Tunnel                                                              |